# Об'єкт промислової спадщини "Рюкан–Нутодден"
Об'єкт промислової спадщини «Рюкан–Нутодден» — об'єкт всесвітньої спадщини у фюльке Вестфолл-ог-Телемарк, Норвегія, створений для захисту промислового ландшафту навколо озера Геддалсватнет та долини Вестфіорддален. Ландшафт зосереджений на заводі, побудованому компанією Norsk Hydro для виробництва добрив нітратно-кальцієвих добрив з атмосферного азоту за допомогою процесу Біркеланна-Ейда. Комплекс також включає гідроелектростанції, залізниці, лінії електропередачі, заводи, а також приміщення для розміщення робітників та соціальні установи в містах Нутодден та Рюкан.
Цей об'єкт разом із об'єктом промислової спадщини Одда-Тюсседал був внесений до попереднього списку всесвітньої спадщини 19 червня 2009 р. 5 липня 2015 року він був внесений до списку Світової спадщини за критеріями II та IV із наступним описом Видатної загальної цінності:

## Межі
Ділянка Рюкан–Нутодден тягнеться від озера Месватн до Нутоддена, охоплюючи 97 розрізнених споруд, які вважаються культурно значущими. Помітними прикладами таких споруд є Лінія Рюкан та Лінія Тінносет, дві залізниці з відповідними потягами на поромі. Заводські містечка, побудовані Tinfos та Norsk Hydro, включаючи будинки та інші міські будівлі.

## Історія

### Процес Біркеленда— Ейде
На початку 1900-х років Норвегія змогла використати географічну доступність дешевої гідроелектростанції для початку промислового розвитку. Малонаселений регіон Телемарка здійснив перехід від переважно сільськогосподарської зони до центру промисловості, що вимагало потужного промислового розвитку. Для підтримки сільськогосподарської експансії Норвегія вимагала великих кількостей добрив. Загальноприйнятим рішенням був нітрат натрію, який добували шляхом видобутку корисних копалин.
Основною промисловою складовою ділянки Рюкан–Нутодден є споруди, створені для виробництва добрив за допомогою фіксації азоту. Процес Біркеланда-Ейде, названий на честь вченого Крістіана Біркеланна (1867—1917) та промислового магната Сама Ейде (1866—1940), дозволив виробляти нітрати, призначені для добрив, у промислових масштабах. Він використовував електричну дугу для утворення оксиду азоту через тепло. Спочатку процес був апробований у Королівському університеті Фредеріка, який тепер називається Університетом Осло.

#### Розробка процесу

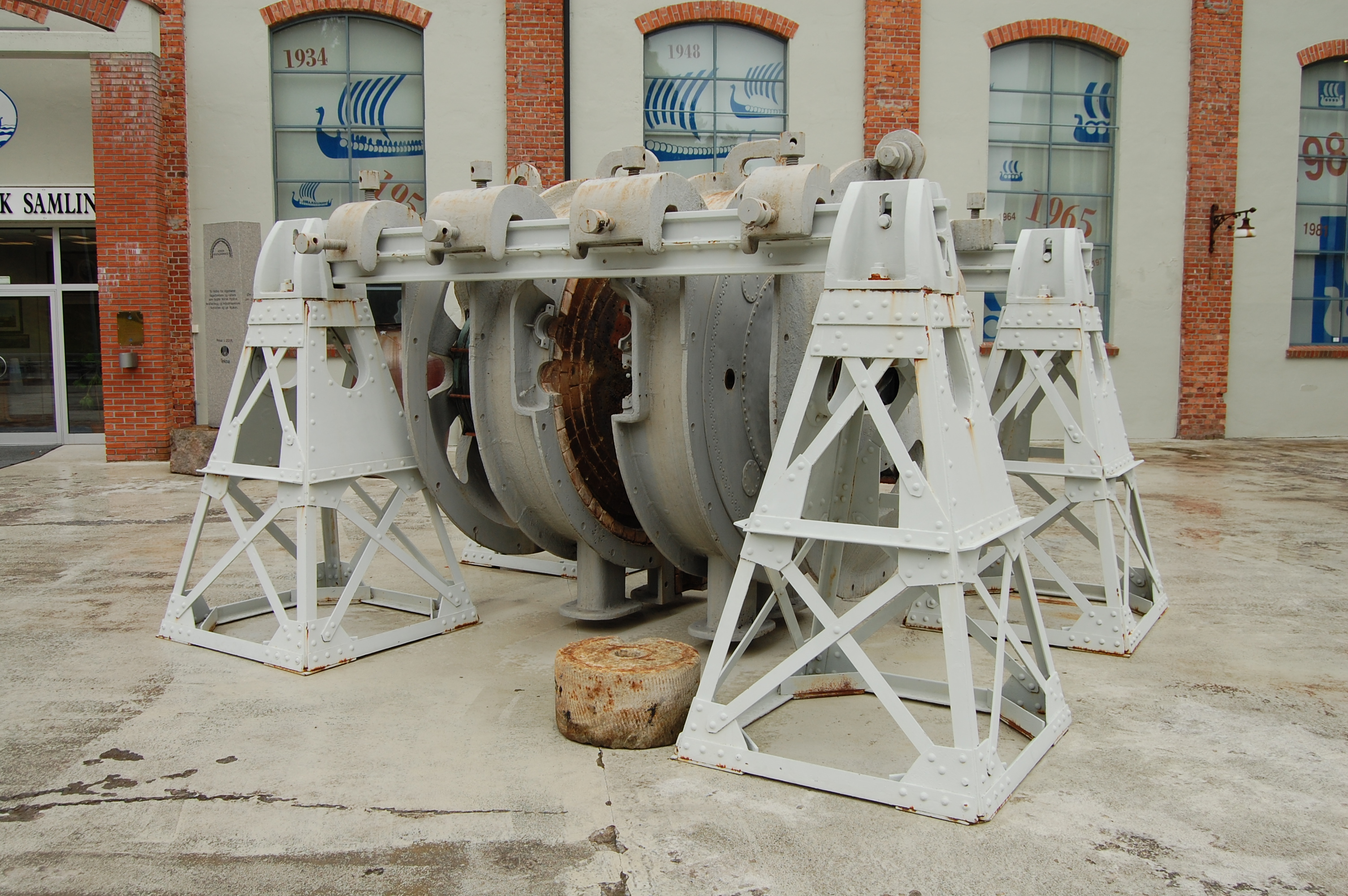
Єдина вціліла дугова піч Вассмоена, яка використовувалася для процесу Біркеланда-Ейде, побудована 1905 р.

Коли потужності виробництва енергії Королівського університету Фредеріка виявилися недостатніми, експерименти були перенесені з місця на склад у Крістіанію. У жовтні 1903 р. експерименти знову були перенесені на випробувальну станцію в Анкерлокен у Марідалені, де вони могли живитися безпосередньо від гідроелектростанції Гаммерена. Остаточне переміщення експериментальної фази було у Вассмоен, поблизу Арендала, де були розроблені перші промислово-здатні дугові печі. Після його завершення процес був представлений Отто Віттом у Берлінському технічному університеті 18 листопада 1905 року. 5 грудня 1905 р. Крістіан Біркеланн прочитав лекцію про процес у Норвезькій академії наук і літератури, а Сам Ейде читав лекцію в Норвезькому політехнічному товаристві.

### Переїзд до Нутоддена

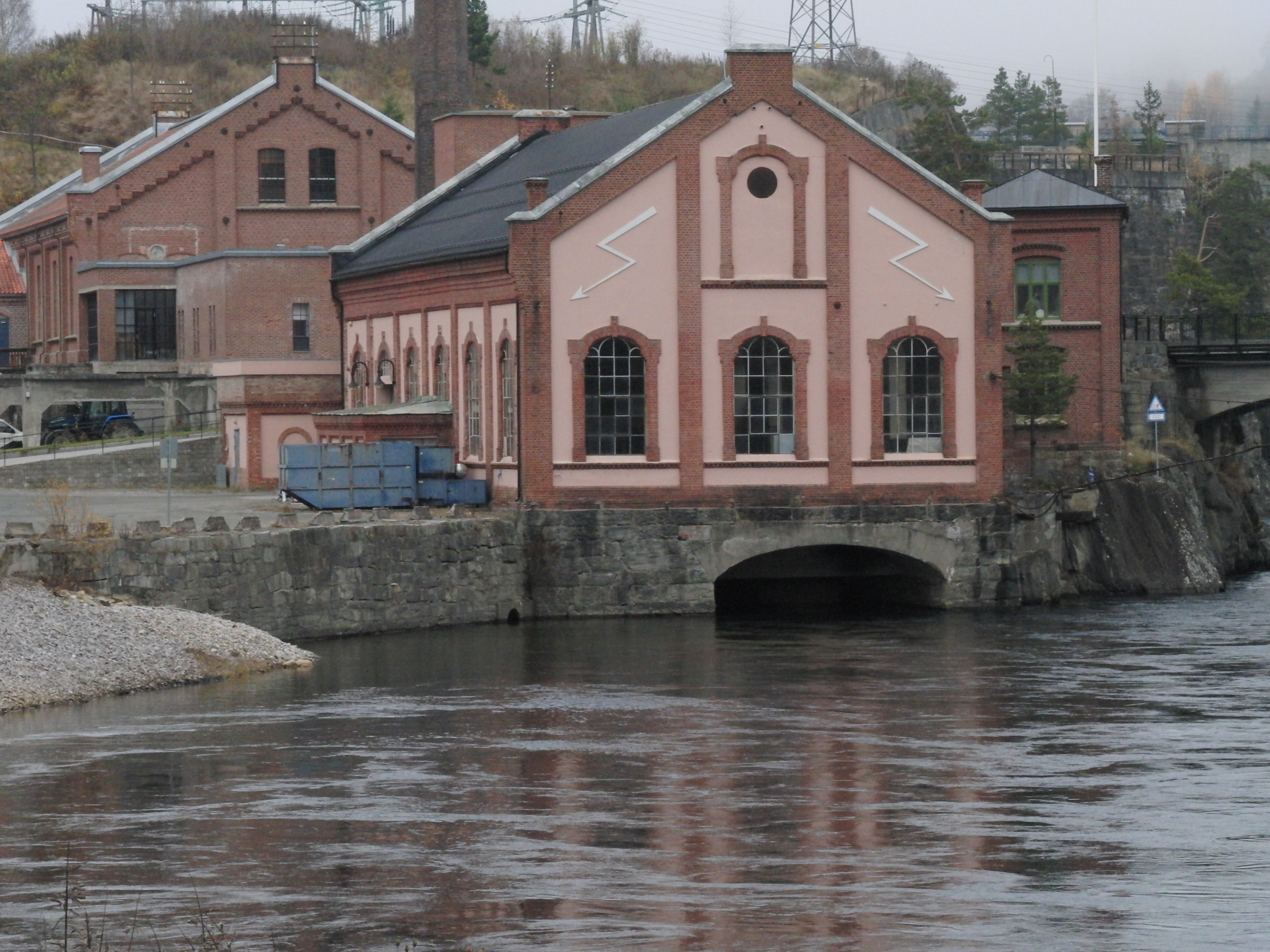
Гідроелектростанція Tinfos I у місті Нутодден, Норвегія.

Після створення адекватного процесу Біркеланд та Ейде заснували Norsk Hydro-Elektrisk Kvælstofaktieselskab (літ. Норвезька гідроелектроазотна акціонерна компанія) для комерціалізації. Це підприємство частково фінансувалось Валленбергами, впливовою шведською родиною. Norsk Hydro також уклав угоду з Banque de Paris et des Pays-Bas SA в 1905 році.
На той час, коли Norsk Hydro забезпечило фінансування, частина дугових печей Біркеленда вже була присутня в споруді Нутодден, що живиться від ГЕС Tinfos I. Ця станція передана в оренду компанії Tinfos AS. Дослідники перенесли дугову піч у Вассмоені на ділянку Нутоддена, щоб перевірити вплив електричної енергії на вихід добрив. Визначивши, який тип печі був найкращим вибором для масового виробництва, попередня компанія Eyde Elkem була поставлена під контроль заводу.

### Свергфосс I та II

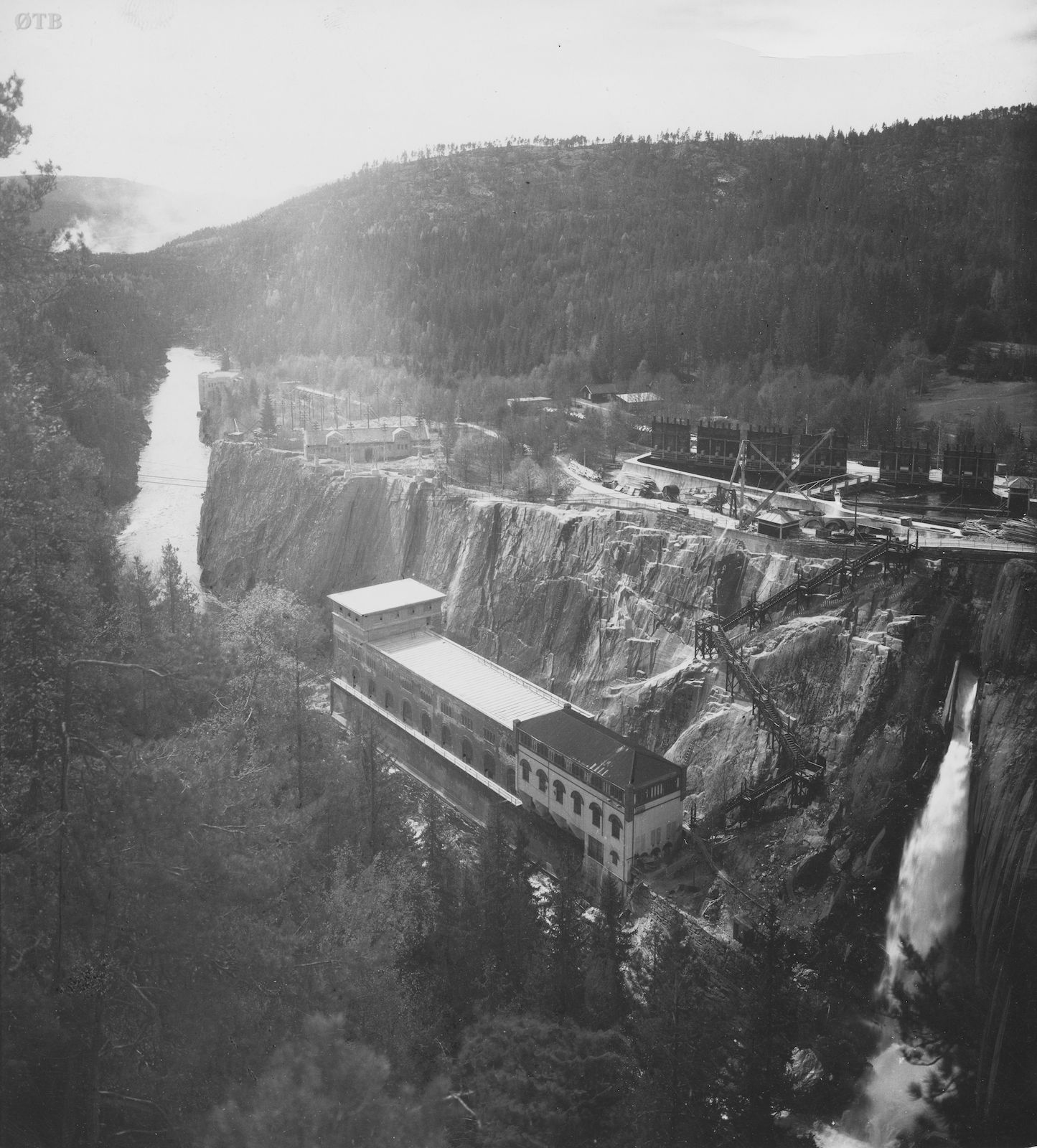
Гідроелектростанція Свелгфосс I у місті Нутодден, Норвегія

У період між 1906 і 1907 роками проводилась підготовка до розширення виробництва, що вимагало більше енергії. На той час компанія Norsk Hydro змогла побудувати власну електростанцію на водоспаді Свелгфоссен, відомий як Свелгфосс I. Надлишок доступного потоку води дозволив побудувати резервну електростанцію Свелгфосс II. На той час Свелгфосс I був другою за величиною гідроелектростанцією у світі, після електростанції Едварда Діна Адамса на Ніагарському водоспаді. У перші кілька років зупинки заводу були поширеними через згорілі генератори. Як наслідок, проконсультувались з інженерами-електриками з досвідом роботи на генераторах у Парижі, Гамбурзі та Мексиці. Ці особи були одними з єдиних у світі, хто мав досвід роботи з електростанціями відповідного розміру. Було визначено, що проблеми, які виникають на заводах Свелгфосс, були пов'язані з горінням ізоляційних матеріалів при високих температурах, спричиненими помилкою виробництва. Для усунення цієї несправності був побудований блискавичник. Свелгфосс I та II разом із електростанцією Лієнфосс згодом були об'єднані в електростанцію, яка все ще експлуатується станом на травень 2020 р.

### Веморк

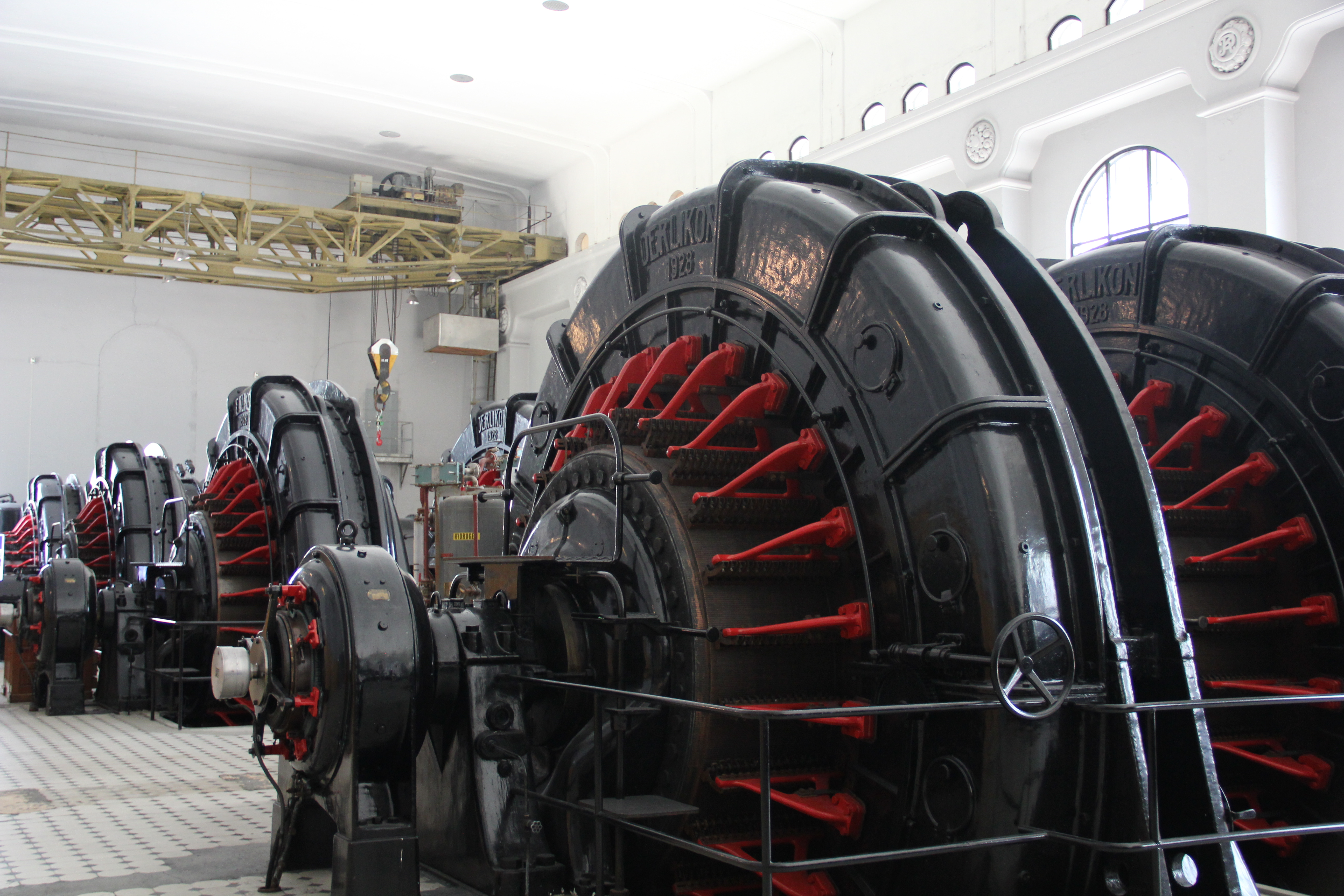
Турбінна зала на електростанції Веморк, 2018 р.

Гідроелектростанцію Веморк спроєктував Олаф Нургаген під впливом традиційної норвезької архітектури. Після завершення будівництва в 1911 році це була найбільша гідроелектростанція у світі. Веморк найвідоміший своєю близькістю до подій диверсії у Веморку, у якій сусідній водневий завод відомий як Ваннстоффен (літ. Гідроген) було саботоване (через виробництво важкої води, яка використовується для атомних експериментів) групою норвезьких партизанів, які спочатку втекли з окупованої нацистами Норвегії. Сьогодні в будівлі електростанції Веморк розміщений Норвезький музей промислових робітників, де гідрогенератори все ще видно.

## Роль у світовій розробці добрив
У 1909 році Фріц Хабер відкрив новий спосіб виробництва добрив на основі азоту. У співпраці з німецькою хімічною компанією BASF Карлу Бошу було доручено впровадити цей процес у комерційних масштабах. У 1913 році компанія Norsk Hydro мала можливість ліцензувати процес Габера-Босха, але не вибрала. У 1920 році до Norsk Hydro знову звернулися, щоб використати процес Габера-Боша; цього разу французьким урядом, який отримав його як частину врегулювання після Першої світової війни. Натомість Norsk Hydro намагався розробити життєздатну альтернативу методу Габера-Боша, який використовував би нижчий тиск для виробництва аміаку. Ця спроба зазнала невдачі, і проект був скасований у 1924 році. Norsk Hydro врешті-решт перейшов до процесу Габера-Боша у 1927 р. У співпраці з IG Farben. У 1930-х роках заводи знову були перенаправлені на процес Одди.